# Black Bag
Black Bag is een Amerikaanse thriller uit 2025, geregisseerd door Steven Soderbergh en geschreven door David Koepp. De hoofdrollen worden vertolkt door Cate Blanchett en Michael Fassbender.

## Verhaal
Wanneer inlichtingenagent Kathryn Woodhouse ervan wordt verdacht het land te verraden, staat haar man, die zelf ook een agent is, voor de ultieme keuze: trouw blijven aan zijn huwelijk of aan zijn vaderland.

## Rolverdeling
| Acteur             | Personage            |
| ------------------ | -------------------- |
| Cate Blanchett     | Kathryn St. Jean     |
| Michael Fassbender | George Woodhouse     |
| Marisa Abela       | Clarissa Dubose      |
| Tom Burke          | Freddie Smalls       |
| Naomie Harris      | Dr. Zoe Vaughan      |
| Regé-Jean Page     | kolonel James Stokes |
| Pierce Brosnan     | Arthur Steiglitz     |
| Gustaf Skarsgård   | Meacham              |
| Kae Alexander      | Anna Ko              |
| Ambika Mod         | Angela Childs        |

## Release en ontvangst
Black Bag ging op 12 maart 2025 in première in Frankrijk en België. In de Verenigde Staten werd de film op 14 maart uitgebracht door Focus Features en internationaal door Universal Pictures. In Nederland gaat de film op 1 mei 2025 in première.
De film kreeg overwegend positieve kritieken van de filmcritici, met een score van 96% op Rotten Tomatoes, gebaseerd op 282 beoordelingen.